# Discestra furca
Discestra furca är en fjärilsart som beskrevs av Evans 1852. Discestra furca ingår i släktet Discestra och familjen nattflyn. Inga underarter finns listade i Catalogue of Life.